# レッドウッド・マテリアルズ
レッドウッド・マテリアルズ（Redwood Materials, Inc.）は、ネバダ州カーソンシティに本社を置くアメリカの企業である。リチウムイオン電池をリサイクルし、電動輸送機器や蓄電機構の電池の材料を製造することを目的としている。評価額は、2021年7月現在で約37億ドルと報告されている。

## 沿革
レッドウッド・マテリアルズは、テスラ社の共同創業者であり、16年間にわたり最高技術責任者（CTO）を務めたJ・B・ストローベルによって設立され、長期的な持続可能性を高め、リチウムイオン電池の完全な閉回路を開発することで電池のコストダウンを行える、EVやクリーンエネルギー製品の循環型サプライチェーンの構築をする事業に乗り出した。また、回収した希少な材料を用いながら電池をリサイクルに努めている。
2022年のホームページでは年間約6万台の新型電気自動車用電池の主要材料を提供できるだけの使用済み電池を受け取っているとしており、使用済み電池から95％以上の金属（ニッケル、コバルト、リチウム、銅を含む）を回収していると推定している。また電池材料を生産し、電池製造のパートナーに負極用の銅箔と正極用の活物質を供給している。現在パナソニック（後述）、フォード・モーター、アマゾンなどの企業とパートナー協定を結んでおり、このうちフォードやボルボとともに、2022年2月にカリフォルニア州向けの使用済みバッテリー回収プログラムを開始した。2社とそのディーラーはバッテリー解体業者と協力し、カーソンシティにあるレッドウッド・マテリアルズの工場に古い車載バッテリーを出荷する予定だった。
2021年、同社は資金調達ラウンドで様々な投資家から7億7500万米ドルを受け取ったと発表した。この資金は、リサイクルした材料から電池の材料を生産する生産施設の建設に充てられ、まずは年間6GWhからスタートする予定である。また2025年までに生産設備の能力を電気自動車100万台分に相当する100GWhに、2030年には生産能力は500GWhに拡大する予定である。
2022年11月15日にはパナソニックエナジーとEV向けリチウムイオン電池の材料の調達で契約を結んだと発表された。

## 出資者一覧
前述の2021年の投資を行った人物にはT・ロウ・プライス、ゴールドマン・サックス、Baillie Gifford、フィデリティ・インベストメンツ、フォード、アマゾンのクライメート・プレッジ・ファンドがいる。